# Blastocerus dichotomus
Il cervo delle paludi (Blastocerus dichotomus  Illiger, 1815) è un cervo della famiglia dei Cervidi, unica specie del genere Blastocerus (Wagner, 1844), diffuso nell'America meridionale.

## Etimologia
Il termine generico deriva dalla combinazione delle due parole greche βλαστάνω- gemma e -κέρας corno, con allusione alla somiglianza dell'estremità delle punte dei palchi a dei germogli. L'epiteto specifico trae origine invece dalla parola dicotomo, diviso in due, in riferimento alla biforcazione dei palchi.

## Descrizione

### Dimensioni
Cervo di medie dimensioni, con la lunghezza della testa e del corpo tra 153 e 191 cm, l'altezza al garrese tra 110 e 127 cm, la lunghezza della coda tra 12 e 16 cm e un peso fino a 150 kg nei maschi e fino a 125 kg nelle femmine. È il più grande cervide sudamericano.

### Caratteristiche craniche e dentarie
Il cranio presenta una caratteristica base dritta. L'ampiezza della corona degli incisivi e dei canini è circa la stessa. I premolari tendono ad avere una forma diversa dai molari diversamente dai generi Ozotoceros e Odocoileus.
Sono caratterizzati dalla seguente formula dentaria:

### Aspetto

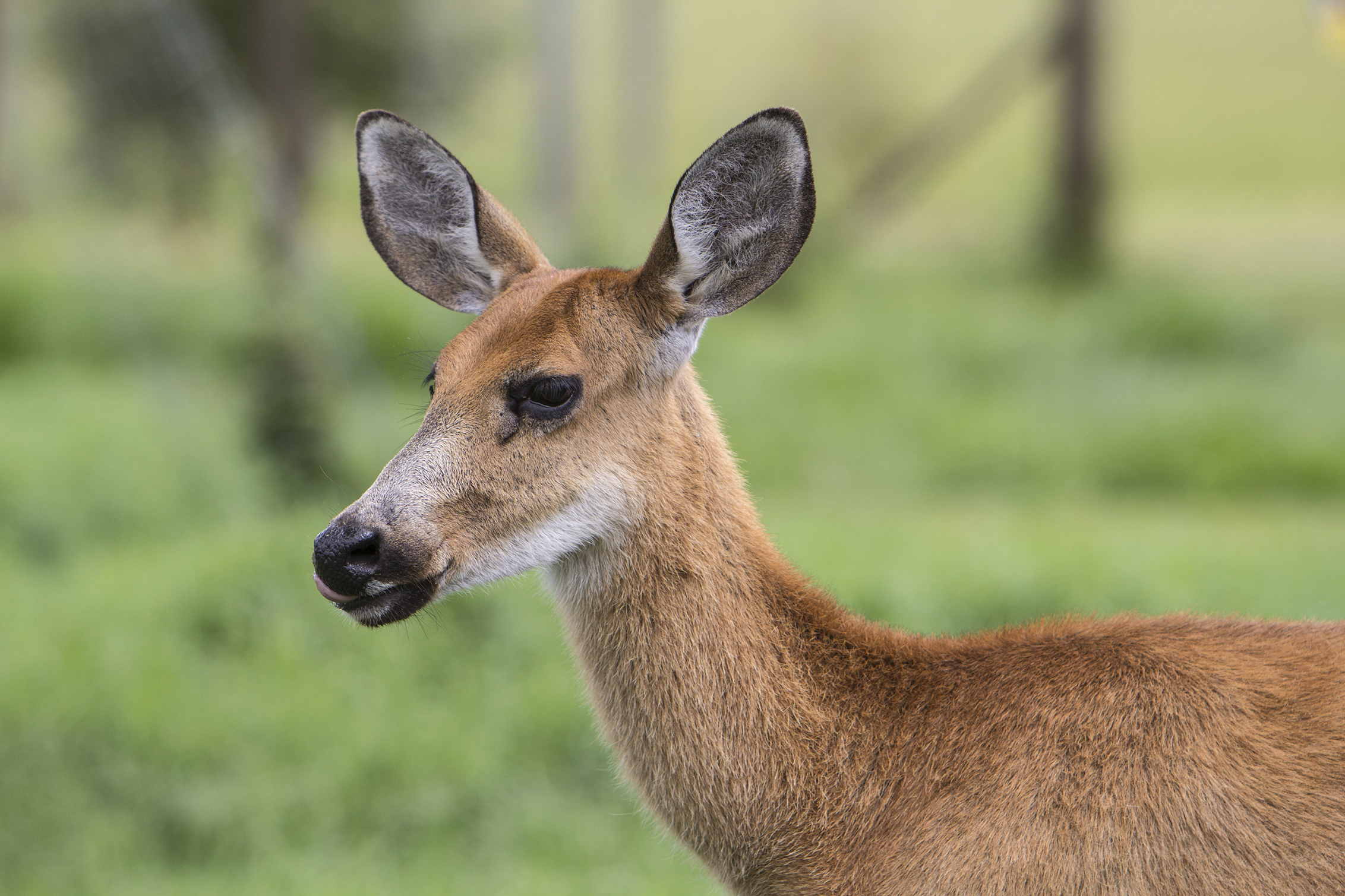
Esemplare femmina

La pelliccia è lunga ed arruffata. Durante l'inverno il colore del mantello è rosso-brunastro, più chiaro sui fianchi, il collo ed il petto, mentre in estate il colore diventa castano rossastro brillante. La coda è alquanto cespugliosa, giallastra o rossiccia sopra e nerastra sotto. Sono presenti degli anelli bianchi intorno ad ogni occhio. I palchi sono presenti soltanto nei maschi e possono raggiungere una lunghezza di 60 cm e un'ampiezza di 59 cm. Ogni ramo è rugoso longitudinalmente. Ogni palco si biforca alla base ed ogni biforcazione si divide a sua volta in due punte. Solitamente gli adulti hanno una quinta punta su ogni palco. In natura i maschi hanno i palchi durante tutto l'anno, i quali vengono sostituiti in qualsiasi mese dell'anno, sebbene sia presente un picco in inverno. Le orecchie sono grandi e rivestite internamente di peluria bianca. Gli arti sono neri fino al radio e alla tibia. Sono presenti delle ghiandole odorifere davanti alle orbite e delle ghiandole tarsali, mentre sono privi di ghiandole e ciuffi metatarsali. Una sacca ghiandolare vestibolare è presente sottopelle su ogni lato del naso. Questa è formata da diverse ghiandole apocrine sebacee e sudoripare. Vengono utilizzate probabilmente durante la marcatura territoriale o nella ricognizione. L'adattamento alla vita semi-acquatica è evidente negli zoccoli, dove le due unghie sono lunghe 7–8 cm ed unite tra loro da una robusta membrana che ne aumenta la superficie a contatto con il suolo melmoso. Il numero cromosomico è 2n=66.

## Biologia

### Comportamento
Il cervo delle paludi è una specie diurna e vive solitariamente, eccetto le femmine con i loro piccoli. Tuttavia si possono formare gruppi fino a cinque individui stagionalmente. Non sono stati osservati harem. Passa gran parte della giornata a cercare cibo, evitando le ore più calde del giorno. Durante le fasi di riposo o di ruminazione, l'animale si adagia tra l'erba alta e tra macchie di Cyperaceae nelle paludi. L'addomesticamento e il mantenimento in cattività è molto difficile. Solo i piccoli sopravvivono allo stress della cattura, mentre gli adulti si dimenano fino alla morte. Sebbene mansueti da giovani, i maschi diventano aggressivi con l'età. Le femmine spesso non si riproducono in cattività e tendono a morire di anemia. L'unica organizzazione attualmente in grado di operare un programma di riproduzione in cattività è il Zoologischer Garten Berlin.

### Alimentazione
Si nutre principalmente di piante semi-acquatiche, ma anche di foglie di arbusti vicini e di piante rampicanti. Frequentemente alcuni esemplari muoiono di fame durante inondazioni prolungate quando vengono intrappolati in zone più elevate del terreno.

### Riproduzione
Le femmine si riproducono una volta l'anno ed un estro post-parto può avvenire nel caso di morte del cucciolo. Danno alla luce uno o più raramente due piccoli alla volta dopo una gestazione di 271 giorni. Gli accoppiamenti avvengono tra ottobre e novembre. Il maggior numero di parti nella regione del Pantanal avviene tra maggio e settembre quando il livello delle acque è in diminuzione. I nascituri sono privi di macchie bianche sul mantello e possono seguire le madri già dopo il quinto giorno. Gli arti dei giovani sono neri soltanto sulla parte dorsale dei metatarsi e dei metacarpi. Il loro primo paio di palchi ha soltanto una punta appiattita e troncata all'estremità. Perdono il velluto che li ricopre dopo circa 150 giorni dalla nascita e sviluppano le altre biforcazioni soltanto al secondo paio di palchi.

## Predatori e malattie
Sono state osservate predazioni di esemplari adulti da parte del giaguaro e di cani randagi, mentre i cuccioli vengono catturati da canidi selvatici, piccoli felidi e da boa.
Malattie del bestiame come la brucellosi sono attualmente la principale minaccia per la popolazione del Pantanal. È stato riscontrato un declino continuo nella popolazione a partire dal 1974. In Bolivia è spesso ricorrente il contagio da afta epizootica.

## Distribuzione e habitat
Questa specie è attualmente diffusa nell'Argentina centro-orientale e nord-orientale, nel Brasile centro-occidentale e meridionale, Paraguay, Perù sud-occidentale e Bolivia orientale. In passato l'areale era molto più vasto, incluso l'Uruguay dove l'ultimo individuo è stato osservato nel 1958.
Vive in ambienti paludosi, acquitrini e zone alluvionali stagionali. Evita foreste ed aree con acqua stagnante profonda tra 30 e 60 cm.  L'habitat ideale sembra essere caratterizzato dalla presenza di Cyperaceae e Gramineae. Se non cacciato può adattarsi anche ad ambienti disturbati. Nello stato brasiliano del Rio Grande do Sul è stato osservato anche in risaie e campi di mais.

## Conservazione
La IUCN Red List, considerato il declino in atto a causa della perdita del proprio habitat a causa di minacce dirette ed indirette, classifica B.dichotomus come specie vulnerabile (VU). In base ai ritmi di declino corrente e considerando un arco temporale di tre generazioni pari a 15 anni, si prevede una diminuzione della popolazione del 30%. Il numero è in calo in tutto il suo areale, sebbene non siano presenti dati sufficienti per il Pantanal. La perdita del suo habitat è dovuta principalmente alla costruzione di dighe idroelettriche ed al prosciugamento delle zone umide per fini agricoli. Conseguentemente si è verificata frammentazione e isolamento di alcune popolazioni.